# Den svenska linjen (pamflett)
För Atomenergiutredningens betänkande, se Den svenska linjen.
Den svenska linjen är en pamflett från augusti 1940, skriven av Per G Andreen, Arvid Fredborg, Torvald T:son Höjer, Th. Åke Leissner, Per Gunnar Nordin och Gunnar Unger. Författarna av pamfletten hade alla en bakgrund inom studenthögern vid sina respektive lärdomssäten. Flera av författarna var medlemmar i det högernationalistiska Sveriges Nationella Förbund och pamfletten väckte uppmärksamhet genom att den uppmanade ungdomen att bli medlemmar i högerpartiet och välja högerns valsedel i valet.   
I pamfletten argumenterar författarna mot dem som önskar ansluta sig till Tysklands linje (nazisterna) eller till Sovjetrysslands linje (kommunisterna) i förmån för en egen svensk linje - därav pamflettens titel. Författarna redovisar i tur och ordning sina skäl till att ta avstånd ifrån de två stormakterna varefter de stakar ut sina tankar om vad en egen svensk linje skulle innebära. De håller också öppet för ett samarbete med såväl Nazityskland som Sovjetunionen bara de respekterar Sverige och Nordens frihet. När pamfletten gavs ut pågick redan andra världskriget i Europa och författarna var oroliga över hur konflikten skulle komma att påverka Sverige.
Pamfletten fick ett varm mottagande både hos den konservativa och liberala pressen. I Dagens Nyheter (liberal) beskrivs pamfletten som driven av "en varm fosterlandskärlek och en brinnande iver att bidra till ett bättre och framförallt starkare Sverige". Upsala Nya Tidning (liberal) hälsar det som välkommet att pamfletten ställde det svenska arvet framför allt annat.

## Innehåll
I skriften ingick en skarp kritik av den svenska nedrustning som försvarsbeslutet 1925 medfört. Kritiken av statsminister Per Albin Hansson var hård: "Statsministern däremot har ansett sig kunna förklara, att han för sin del icke ångrar sin medverkan 1925. Om detta och om hans ord hösten 1939, 'vår beredskap är god', skall eftervärlden fälla sin dom."
Skriftens främsta utrikespolitiska tes bestod i att ett fritt Norden var Sveriges överordnade mål ("Östersjön och Norden är Sveriges livsrum.") Särskilt påtalades kravet att den tyska ockupationen av Norge skulle upphöra ("Norges befrielse och politiska och militära restauration är en livssak för oss.") liksom det sovjetiska trycket på Finland ("Näst vår egen är Finlands frihet vårt främsta utrikespolitiska mål."). Detta ställningstagande mot både nazistisk och kommunistisk aggression återspeglade sig även i inrikespolitiska krav på åtgärder mot svenska anhängare av respektive ideologi: "Redan med hänsyn till de utrikespolitiska svårigheter, som kunna uppstå, kommer man ej ifrån kravet på en upplösning av kommunistpartiet. Lika givet är, att åtgärder böra vidtagas mot Sveriges nationalsocialister." I det senare fallet varnades dock från att "skära alla till höger om högern över en kam".
Krigets återverkningar utanför Norden talade pamfletten föga om. Författarna beklagade den uppkomna situationen och betonade att Sverige av hävd haft goda förbindelser med både Tyskland ("Banden mellan oss och Tyskland äro icke varken av i dag eller av i går.") och Storbritannien ("Ekonomiskt och politiskt är det av största vikt för vårt folk, att de goda förbindelser, som sedan århundraden bestått mellan oss och England, alltjämt bevaras.") För att inte "försvaga motståndskraften mot den slaviska folkvågen" låg det således i Tyskland intresse att respektera Sveriges suveränitet under den europeiska nyordningen. 

Efter den utrikespolitiska delen avhandlades försvarsfrågan, demografin, ekonomin och de sociala aspekterna, allt mot bakgrund av det rådande världsläget. I skriftens kapitel rörande den så kallade befolkningsfrågan framkommer även tankar om rashygien liksom antisemitiska tendenser.  
| ” | I nära samband med befolkningsfrågan stå frågorna om rashygien och immigration. Det finnes enligt vår uppfattning ingen anledning att på grund av avskräckande exempel utomlands förneka vårt behov av en sund raspolitik. Det gäller för oss till exempel att komma till rätta med frågan om mindervärdiga elements fortplantning, som framförallt gör sig påmint i våra sinnessjukhus och på våra sinnesslöanstalter. Det övervägande flertalet yngre svenskar – och vi utgöra intet undantag – anse vidare vårt folks enhetliga sammansättning vara ett oförytterligt värde. Försök att i större antal placera judiska flyktingar som yrkesutövare i vårt land ha vållat stark irritation och skulle även i framtiden skapa konflikter. Immigrationsproblemet är helt avhängigt av befolkningsfrågan. Det gäller för oss att se till att något behov av immigration ej finnes. /.../ Men kan man förändra en så komplicerad process som befolkningsutvecklingen utgör? Med Tysklands exempel för ögonen vågar man svara ja. | „ |

Författarna anslöt sig i dessa frågor alltså till de rasbiologiska föreställningar som låg bakom fenomen som Statens institut för rasbiologi (inrättat 1921 med bred politisk majoritet) och (åtminstone delvis) den tvångssteriliseringslagsstiftning som riksdagen införde 1934, skärpte 1941 och inte avskaffade förrän 1976. Referensen till den judiska invandringen berör det så kallade bollhusmötet i Uppsala med sitt efterspel där flera av författarna agiterat mot regeringen Hanssons, enligt deras tycke alltför liberala, flyktingpolitik.
Avslutningsvis betonades ungdomens ansvar, bland annat i form av ett krav på rösträttsålderns sänkning till 21 år och en uppmaning till alla att delta i andrakammarvalet 1940 ("Vid höstens val få de, som ha rätt att rösta, icke sitta hemma."). Vikten av ett högt valdeltagande, som symbolvärde för den svenska demokratin och friheten, underströks: "Skulle valdeltagandet starkt sjunka, blir följden å ena sidan att de statsfientliga grupperna få vind i seglen, å andra sidan att Sveriges yttre ställning påtagligt försvagas. Främmande makter kunna då göra gällande, att Sveriges regering endast företräder en minoritet av Sveriges folk, och att detta folk i själva verket står likgiltigt för sitt öde."

## Eftermäle
På grundval av pamfletten den Svenska Linjen bildas organisationen Samfundet Den Svenska Linjen bestående av, utöver den undertecknade, främst de akademiker som ställt sig bakom den samt ett antal militärer. Organisationen hade sin tyngdpunkt i Stockholm och Uppsala och dess innersta syfte var att vid en tysk ockupation bilda en borgerlig motståndsrörelse.
Även tidskriften Svensk Linje leder sina anor till Den svenska linjen.